# AaRON

AaRON im Jahr 2009

AaRON (Artificial animals Riding On Neverland) ist ein französisches Pop-Duo, bestehend aus Simon Buret und Olivier Coursier. Ihren Durchbruch hatten sie 2006 mit der Single U-Turn (Lili), die das Hauptthema des Films Keine Sorge, mir geht’s gut war. Sie erreichte Platz 17 in den französischen Charts und war über ein Jahr lang in den Top 100 platziert. Das Album Artificial Animals Riding on Neverland erreichte Platz 8 der Albumcharts. Diverse Konzerte auf ihrer Europa-Tournee (Spanien, Schweiz, Belgien, Österreich, Luxemburg) waren ausverkauft.
2009 wurden sie mit dem European Border Breakers Award (EBBA) ausgezeichnet.

## Diskografie

### Alben
| Jahr | Titel                                  | Höchstplatzierung, Gesamtwochen, AuszeichnungChartplatzierungen (Jahr, Titel, Platzierungen, Wochen, Auszeichnungen, Anmerkungen) | Höchstplatzierung, Gesamtwochen, AuszeichnungChartplatzierungen (Jahr, Titel, Platzierungen, Wochen, Auszeichnungen, Anmerkungen) | Höchstplatzierung, Gesamtwochen, AuszeichnungChartplatzierungen (Jahr, Titel, Platzierungen, Wochen, Auszeichnungen, Anmerkungen) | Anmerkungen                              |
| Jahr | Titel                                  | CH | FR | BEW | Anmerkungen                              |
| ---- | -------------------------------------- | --- | --- | --- | ---------------------------------------- |
| 2007 | Artificial Animals Riding on Neverland | CH50 (25 Wo.)CH | FR8 (119 Wo.)FR | BEW4 Gold · (69 Wo.)BEW | Erstveröffentlichung: 29. Januar 2007    |
| 2010 | Birds in the Storm                     | CH35 (5 Wo.)CH | FR6 (25 Wo.)FR | BEW1 (37 Wo.)BEW | Erstveröffentlichung: 9. April 2010      |
| 2011 | Waves from the Road                    | — | FR99 (3 Wo.)FR | BEW36 (12 Wo.)BEW | Erstveröffentlichung: 15. Juni 2011      |
| 2015 | We Cut the Night                       | CH15 (3 Wo.)CH | FR8 (17 Wo.)FR | BEW6 (33 Wo.)BEW | Erstveröffentlichung: 17. September 2015 |
| 2020 | Anatomy of Light                       | CH54 (1 Wo.)CH | FR43 (3 Wo.)FR | BEW10 (4 Wo.)BEW | Erstveröffentlichung: 18. September 2020 |

### Singles
| Jahr | Titel Album                                          | Höchstplatzierung, Gesamtwochen, AuszeichnungChartplatzierungen (Jahr, Titel, Album, Platzierungen, Wochen, Auszeichnungen, Anmerkungen) | Höchstplatzierung, Gesamtwochen, AuszeichnungChartplatzierungen (Jahr, Titel, Album, Platzierungen, Wochen, Auszeichnungen, Anmerkungen) | Höchstplatzierung, Gesamtwochen, AuszeichnungChartplatzierungen (Jahr, Titel, Album, Platzierungen, Wochen, Auszeichnungen, Anmerkungen) | Anmerkungen                         |
| Jahr | Titel Album                                          | CH | FR | BEW | Anmerkungen                         |
| ---- | ---------------------------------------------------- | --- | --- | --- | ----------------------------------- |
| 2007 | U-Turn (Lili) Artificial Animals Riding on Neverland | CH50 (11 Wo.)CH | FR17 (91 Wo.)FR | BEW21 (29 Wo.)BEW |                                     |
| 2010 | La place du vide –                                   | — | — | BEW31 (1 Wo.)BEW | mit Zazie                           |
| 2010 | Rise Birds in the Storm                              | — | — | BEW44 (1 Wo.)BEW |                                     |
| 2010 | Seeds of Gold Birds in the Storm                     | — | — | BEW21 (6 Wo.)BEW | Erstveröffentlichung: 18. Juni 2010 |
| 2015 | Blouson noir We Cut the Night                        | — | FR63 (6 Wo.)FR | — |                                     |
| 2015 | Onassis We Cut the Night                             | — | FR147 (3 Wo.)FR | — |                                     |